# The Joshua Tree
Az 1987-ben megjelent The Joshua Tree a U2 egyik legsikeresebb nagylemeze: ebből adták el a legtöbbet (csak az USA-ban tízmillió darabot), 1988-ban megkapta a legjobb albumnak járó Grammy-díjat, a Rolling Stone magazin az Achtung Baby és az All That You Can't Leave Behind mellett az együttes „remekművei” közé sorolta, 500-as listáján pedig a 26. helyre került. Szerepel az 1001 lemez, amit hallanod kell, mielőtt meghalsz című könyvben.
A lemez címe ('Józsué-fa') egy az USA déli részén honos jukkaféle (Yucca brevifolia) neve. Az album borítóján látható felvétel a kaliforniai Death Valley-ben készült, Zabriskie Pointnál. 

## Az album dalai
|     | Cím                                        | Szerző(k) | Szöveg | Hossz |
| --- | ------------------------------------------ | --------- | ------ | ----- |
| 1.  | Where the Streets Have No Name             | U2        | Bono   | 5:37  |
| 2.  | I Still Haven’t Found What I’m Looking For | U2        | Bono   | 4:37  |
| 3.  | With or Without You                        | U2        | Bono   | 4:56  |
| 4.  | Bullet the Blue Sky                        | U2        | Bono   | 4:32  |
| 5.  | Running to Stand Still                     | U2        | Bono   | 4:18  |
| 6.  | Red Hill Mining Town                       | U2        | Bono   | 4:52  |
| 7.  | In God's Country                           | U2        | Bono   | 2:57  |
| 8.  | Trip Through Your Wires                    | U2        | Bono   | 3:32  |
| 9.  | One Tree Hill                              | U2        | Bono   | 5:23  |
| 10. | Exit                                       | U2        | Bono   | 4:13  |
| 11. | Mothers of the Disappeared                 | U2        | Bono   | 5:14  |

Kislemezként a With or Without You, az I Still Haven't Found What I'm Looking For és a Where the Streets Have No Name jelent meg, továbbá (ezeken kívül) az In God's Country Észak-Amerikában és a One Tree Hill Új-Zélandon.

## Közreműködők
- Bono – ének, szájharmonika
- The Edge – gitár, ének
- Adam Clayton – basszusgitár
- Larry Mullen, Jr. – dob
- Brian Eno – billentyűsök, vokál
- Daniel Lanois – ritmusgitár, csörgődob, vokál